# 福井池田町農業協同組合

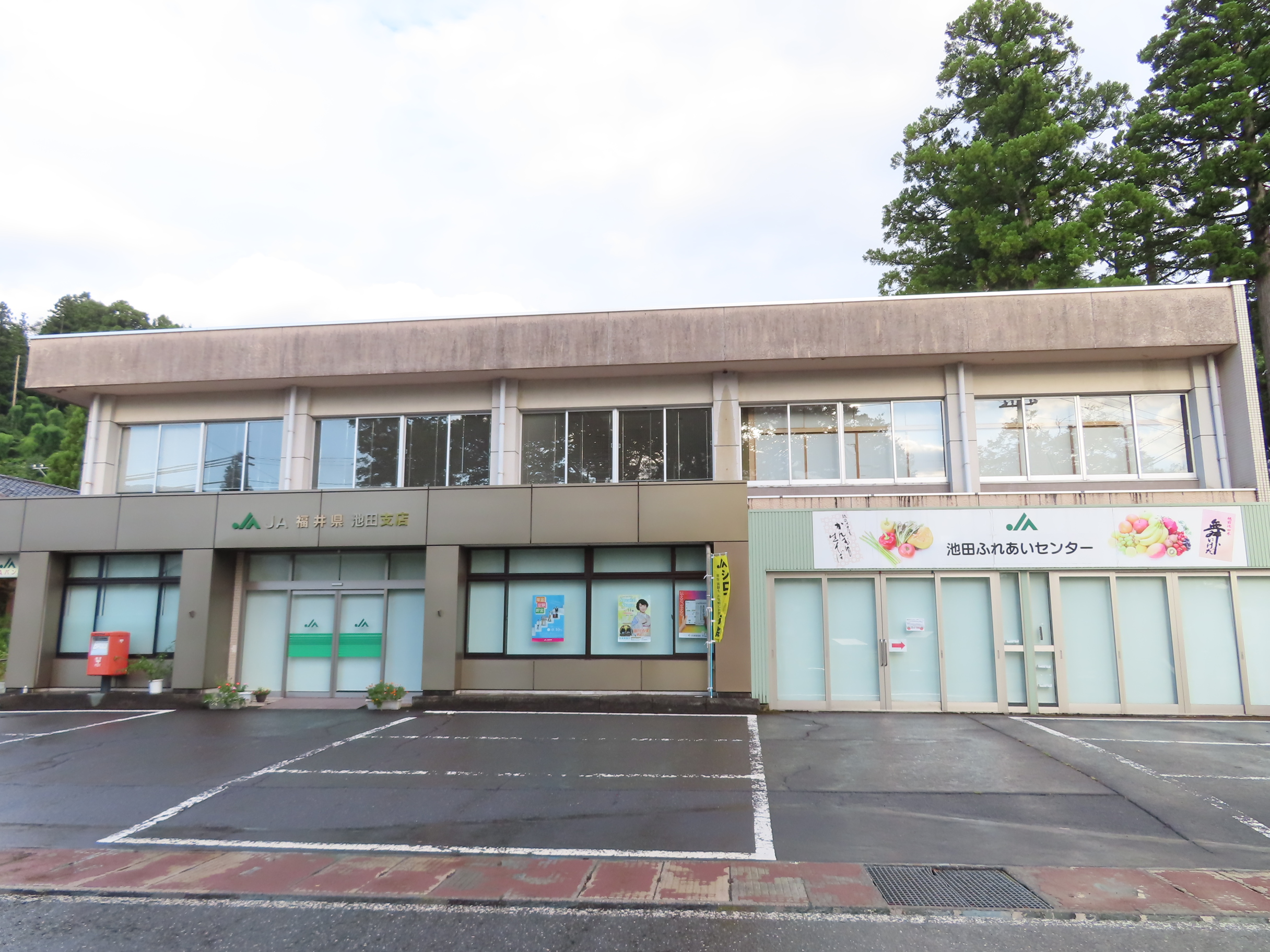
本部が置かれていた建物（現在はJA福井県池田支店となっている）

福井池田町農業協同組合（ふくいいけだちょうのうぎょうきょうどうくみあい、通称:JA池田）は、かつて福井県今立郡池田町に本店を置いていた農業協同組合。

## 概要
- 管轄の区域は池田町
- 本店:福井県今立郡池田町稲荷12-16-2
- 2019年1月1日付で福井丹南農業協同組合（JAたんなん）と合併した（存続組合はJAたんなん）[1]。なお、旧本店は2020年4月1日に発足した福井県農業協同組合（JA福井県）の池田支店となっている[2]。

## 脚註
1. ↑  ＪＡ池田と合併へ定款変更など決議　たんなん臨時総代会[出典無効]福井新聞D刊 2018年9月26日
2. ↑  JA福井県 支店一覧

座標: 北緯35度53分11.6秒 東経136度20分37.2秒 / 北緯35.886556度 東経136.343667度